# King's Quest IV: The Perils of Rosella
King's Quest IV: The Perils of Rosella (En español La búsqueda del rey IV: Los peligros de Rosella) es la cuarta entrega de la saga de aventuras gráficas King's Quest creada por Roberta Williams y publicada por Sierra Online en 1988. Fue la primera de la saga lanzada originalmente sólo para PC, sin versión para el Apple II original. Después se harían versiones para Apple IIGS y Atari ST.

## Argumento
La historia comienza en el mismo punto en el que concluye la tercera parte. Alexander regresa a palacio con su hermana Rosella y conoce a sus padres, el Rey Graham y la Reina Valanice. Graham les dice entonces a sus dos hijos que ya es hora de pasar su clásico sombrero de aventurero a sangre más joven. Lanzará el gorro al aire y aquel de los dos que lo cace al vuelo se quedará con él. Graham lanza el gorro y en ese mismo momento se desvanece, víctima de un ataque al corazón. Su vida se apaga por momentos. Alexander y Valanice se quedan con él, pero Rosella es incapaz de aguantar la emoción y va a la sala del trono a lamentarse.
Entonces el espejo mágico se ilumina, y un hada llamada Genesta le comunica a través de él que si viaja con ella al reino de Tamir, podrá encontrar una fruta mágica que tiene el poder de curar cualquier enfermedad y de prolongar la vida humana. A cambio, tendrá que ayudar a Genesta a recuperar su talismán, pues sin él sus poderes y su vida se extinguirán. Sin el talismán, además, no podrá mandarla de vuelta a Daventry, y Graham morirá en 24 horas.
El talismán está en poder de la malvada bruja Lolotte, por lo que deberá arreglárselas para llegar hasta su castillo. Al hacerlo, será presa por las criaturas de Lolotte, pero será salvada por el horrible hijo de la bruja, Edgard, que le dice a su madre que quiere casarse con ella. Rosella deberá averiguar cómo escapar a esa proposición, librarse de Lolotte, y recuperar el talismán para devolvérselo a Genesta. Y además debe encontrar y hacerse con la fruta mágica. Todo ello en menos de 24 horas.

## Conexiones con el resto de la saga
Los acontecimientos de King's Quest IV influirán decisivamente en King's Quest VII, si bien estas conexiones no se verán hasta el desenlace de tal título.

## Sistema técnico
El juego en PC conoció dos versiones. La primera de ellas está basada en el antiguo parser AGI y presenta el mismo control y sistema gráfico que las tres entregas anteriores. Esta versión, pensada para los equipos de gama baja de la época que suponían no tenían la potencia suficiente para utilizar la otra versión, tuvo una distribución muy limitada, y hoy en día es una rareza de coleccionista.
La segunda versión es la versión definitiva, la que mayor distribución tuvo, y se basa en un nuevo parser llamado SCI, que ofrece multitud de renovaciones de todo tipo respecto a AGI. Por un lado se introduce el uso del ratón para mover al personaje, si bien se mantiene la línea de comandos para introducir acciones. Por otro, se eleva la resolución de pantalla de los 160x200 del sistema AGI a 320x200. Además, se incluía soporte a las nuevas tarjetas de sonido AdLib y Roland MT-32, siendo uno de los primeros juegos para PC en hacerlo. La banda sonora fue realizada por William Goldstein, responsable de la banda sonora de la serie Fama, entre otros trabajos.
Además, es el primer videojuego de la historia con una protagonista femenina, Rosella. El desarrollo del juego debe hacerse en 24 horas de reloj del juego, empezando a las 8 de la mañana y terminando a las 8 del día siguiente, o no tendremos más remedio que volver a empezar o volver a una partida guardada anteriormente. Un minuto del tiempo de juego equivale a 15 segundos de tiempo real, lo que da 6 horas continuas de tiempo real para acabar el juego. Durante el juego veremos que se hace de noche y que amanece. Algunas acciones deben realizarse nocturnamente, mientras que otras sólo pueden realizarse durante el día.